# Poraj (województwo podkarpackie)
Poraj – wieś w Polsce położona w województwie podkarpackim, w powiecie krośnieńskim, w gminie Chorkówka. Posiada oboczną nazwę, tj. Poraj Męcińskich.
| SIMC    | Nazwa    | Rodzaj    |
| ------- | -------- | --------- |
| 0347436 | Paprocie | część wsi |

W latach 1975–1998 miejscowość położona była w województwie krośnieńskim.

## Historia wsi
W czasie II wojny światowej Poraj znajdował się na linii frontu, świadczą o tym okopy znajdujące się w przyległych lasach. Niektórzy mieszkańcy wsi, których zgromadzono w Przyfrontowym Obozie Pracy w Sadkach (urządzony przez Wehrmacht) byli zmuszani do prac przy ich kopaniu. Cały Poraj z pobliskim Nienaszowem został spalony. Mieszkańcy w czasie okupacji niemieckiej zostali wywiezieni na roboty do III Rzeszy, zostali zabici lub uciekli. Po powrocie zamieszkiwali ocalałe piwnice.
Wieś od początku istnienia należy do parafii Wniebowzięcia NMP w Nienaszowie.